# Laurence Irving (Dramatiker)

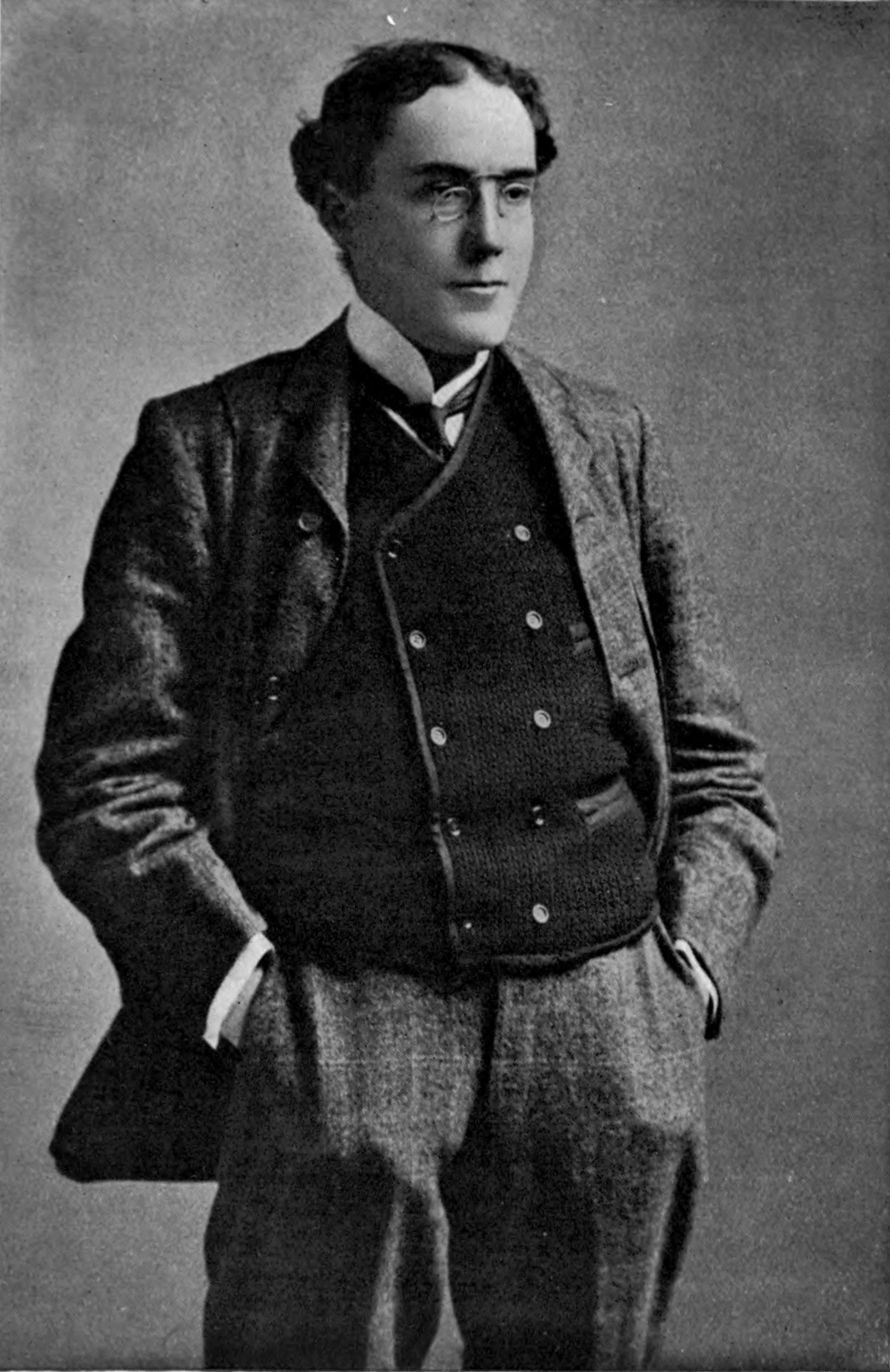
Laurence Irving, Foto entstanden nach 1903

Laurence Sydney Brodribb Irving (* 21. Dezember 1871 in London; † 29. Mai 1914 im Sankt-Lorenz-Strom) war ein britischer Dramatiker und Schauspieler. Er kam beim Untergang der RMS Empress of Ireland ums Leben.

## Leben
Laurence Irving war der Sohn des bekannten Theaterschauspielers Henry Irving und dessen Frau Florence (geb. O’Callaghan). Sein ein Jahr älterer Bruder H. B. Irving machte sich ebenfalls in der Theaterszene einen Namen. Irving besuchte das Marlborough College und das College Rollin in Paris, ehe er drei Jahre im Foreign and Commonwealth Office tätig war. Schließlich entschied er sich jedoch wie sein Vater für eine Laufbahn als Schauspieler und erhielt 1891 seine ersten Rollen in einer Theatergruppe von Frank Benson. 1898 erhielt Irving ein Engagement am Lyceum Theatre in London, wo auch sein Vater tätig war. Es folgten Auftritte in Stücken wie Coriolanus (1900–1901) und Viel Lärm um nichts (1904–1905) sowie gemeinsame Auftritte mit dem Vater Henry Irving.
Nach seiner Zeit beim Lyceum Theatre gründete Laurence Irving seine eigene Theatergesellschaft, spielte die Hauptrolle in Hamlet und verfasste eine Adaption von Fjodor Michailowitsch Dostojewskis Schuld und Sühne unter dem Titel The Unwritten Law. Im April 1912 feierte sein Stück The Typhoon am Theatre Royal Haymarket Premiere, es folgte eine Tournee durch das Vereinigte Königreich. Am selben Theater spielte Irving den Bischof von Oslo in Henrik Ibsens Die Kronprätendenten, im Her Majesty’s Theatre war er als Iago in Othello zu sehen. 
Laurence Irving war seit 1903 mit der Theaterschauspielerin Mabel Hackney verheiratet. Zwischen 1912 und 1914 reiste er mit seiner Frau auf einer großangelegten Tour durch Australien und Nordamerika. Irving und Hackney planten ihre Rückkehr nach England in Begleitung ihres britischen Dienstmädchens Hilda Haggerston an Bord der Empress of Ireland, die jedoch in den frühen Morgenstunden des 29. Mai 1914 nach einer Kollision mit dem Frachtschiff Storstad sank. 1012 Menschen kamen hierbei ums Leben, darunter Irving, Hackney und Haggerston. Laut zeitgenössischen Berichten schaffte es Irving nach dem Kentern des Schiffes kurzzeitig, sich in Sicherheit zu bringen. Da er jedoch zuvor von seiner Frau getrennt wurde und diese nicht schwimmen konnte, sprang er zurück ins Wasser, um sie zu suchen. Beide Leichname wurden nie gefunden.